# بیگانه‌ای با من است (مجموعه تلویزیونی)
بیگانه ای با من است یک مجموعه تلویزیونی درام و خانوادگی به کارگردانی احمد امینی و آرش معیریان و تهیه‌کنندگی بهروز مفید و نویسندگی فروغ فروهیده محصول سال ۱۳۹۸–۱۳۹۹ است. این مجموعه از ۱۵ آذرماه ۱۳۹۹ از شبکه دو صدا و سیما پخش شد. این آخرین هنرنمایی پرویز پورحسینی فقید بود.

## داستان
داستان در دهه شصت و سال ۶۹ و پیرامون شخصیت نساء (شبنم قلی‌خانی) است. نساء کارگر زوجی به نام‌های مینو و امیرعلی در شیراز است و در پی فرار از دست شوهرش برای نفروختن بچه، همراه با این زوج راهی سفر می‌شود و تصادف می‌کنند. امیرعلی می‌میرد و مینو که باردار است فرزندش را بدنیا می‌آورد و می‌میرد. نساء برای زنده نگه داشتن بچه خود، او را به جای مینو جا می‌زند و عروس خانواده امیرعلی می‌شود.

## بازیگران
| بازیگر           | نقش             | توضیحات                                               |
| ---------------- | --------------- | ----------------------------------------------------- |
| شبنم قلی‌خانی     | نسا عبدلی       | نقش اصلی، مینوی قلابی، صیغه سعید، مادر امیرعلی        |
| پرویز پورحسینی   | بهمن شهرابی     | پدر امیرعلی و صادق و سمیه                             |
| پژمان بازغی      | صادق شهرابی     | پسر بهمن و حمیده                                      |
| پوراندخت مهیمن   | حمیده           | مادر امیرعلی و صادق و سمیه                            |
| نگار عابدی       | سمیه شهرابی     | دختر بهمن و حمیده، مادر رها و رامین، همسر جاوید       |
| سامرند معروفی    | سعید دستیاری    | پدر امیرعلی، همسر نگین                                |
| ایوب آقاخانی     | جاوید سنایی     | همسر سمیه، پدر رها و رامین                            |
| شهنام شهابی      | امیرعلی دستیاری | پسر سعید و نسا، عاشق لیلا                             |
| ونوس کانلی       | لیلا شهرابی     | دختر مینو و امیرعلی، عاشق امیرعلی                     |
| مهرداد ضیایی     | یاور            | خلافکار و بچه‌فروش، دوست و قاتل عقیق (همدیگر را کشتند) |
| شیوا ابراهیمی    | اکرم            | دوست نسا                                              |
| نیلوفر شهیدی     | آذر نیک‌پی       | کلاهبردار                                             |
| سوگل طهماسبی     | نگین            | همسر سعید                                             |
| مهشید جوادی      | مینو رافعی      | همسر امیرعلی شهرابی، مادر لیلا                        |
| مونا غمخوار      | رها سنایی       | دختر جاوید و سمیه                                     |
| سارا بهارلو      | رها سنایی       | دختر جاوید و سمیه                                     |
| کیمیا قوامی      | رها سنایی       | دختر جاوید و سمیه                                     |
| مهران رجبی       | رحیم            | کارگر خانه بهمن شهرابی                                |
| لیلی فرهادپور    | عصمت            | کارگر خانه بهمن شهرابی و همسر رحیم                    |
| مهدی فقیه        | صالحی           | رفتگر                                                 |
| پیام احمدی‌نیا    | سلیم            | قاچاقچی، دوست یاور                                    |
| نسرین بابایی     | مکرمه           | همسر سلیم                                             |
| سپیده خداوردی    | شراره شهرستانی  | صیغه مخفی جاوید                                       |
| مهدیه نساج       | مریم            | خیاط، مادرخوانده لیلا                                 |
| فرهاد فاتحی      | پزشک            | پزشک                                                  |
| میلاد میرزایی    | امیرعلی شهرابی  | پسر بهمن و حمیده، همسر مینو پدر لیلا                  |
| کسری محمدی       | سعید خانی       | پسر نگین و پسرخوانده سعید دستیاری                     |
| نعیم شیخ محبوبی  | سعید خانی       | پسر نگین و پسرخوانده سعید دستیاری                     |
| رهام قلی‌خانی     | سعید خانی       | پسر نگین و پسرخوانده سعید دستیاری                     |
| شایان مرادطجری   | رامین           | پسر جاوید و سمیه                                      |
| سیامک ادیب       | عقیق            | دوست و قاتل یاور (همدیگر را کشتند)                    |
| مجید جعفری       | باقر            | دوست جاوید                                            |
| مسعود سخایی      | داور            | قاچاقچی، دوست سلیم                                    |
| مرجان شکوفکی     | پروین           | همسر داور                                             |
| مهری آل‌آقا       | مهین            | همسر باقر                                             |
| مینا دلشاد       | مینا            | دوست شراره                                            |
| مهدی نوری        | احمد            | دوست امیرعلی                                          |
| نبی‌الله پیرهادی  | حجت             | وکیل جاوید                                            |
| خسرو خان محمدی   | شهرستانی        | پدر شراره                                             |
| علی میرزایی      | رضا شهرستانی    | برادر شراره                                           |
| هوشنگ قنواتی‌زاده | تیمور لنگ       | صاحب گداخانه                                          |
| ژاکلین آواره     | رباب            | همسر تیمور لنگ                                        |
| فریبا ترکاشوند   | صفیه            | دوست مکرمه                                            |
| فرانک حسینی      | مرضیه           | دوست مینو                                             |
| زهرا برومند      | خانم طاهری      | صاحب خیاطی                                            |
| مرتضی زارع       | غلام شپش        | هم‌بند یاور                                            |
| محمد زنگنه       | صابر            | شاگرد سلیم                                            |
| گیتی معینی       | بدری            | صاحبخانه مریم                                         |

## توضیحات
این سریال به کارگردانی احمد امینی در روزهای ابتدایی تابستان ۹۸ وارد مرحله تولید شد و با اینکه در چند فصل و اوج شیوع کرونا ساخته شد، اما زمان تولید آن یک سال و نیم به طول انجامید، این سریال علاوه بر تهران، شهرک سینمایی غزالی، در کرج، شیراز، بوشهر نیز مقابل دوربین رفت، بخشی از قصه بیگانه ای با من است، در دهه ۶۰ و بخشی از آن در دهه ۷۰ و ۹۰ می‌گذرد، بنا بر این این سریال در سه فصل داستانی و البته به هم پیوسته تهیه و تولید شده است، فصل اول در ۳۳ قسمت و فصل دوم در دو بخش دهه ۷۰ و دهه ۹۰ در ۱۴ قسمت تهیه شده است، روایت قصه این سریال در دهه ۶۰ می‌گذرد و در بخش‌های گروه تولید محدودیت‌هایی داشتند اما به علت داستان این سریال، می‌بایست قصه در این دهه روایت می‌شد، از آنجا که دو فصل این سریال در دو برهه زمانی متفاوت به تصویر کشیده شده است، به همین دلیل هر کدام از این فصل‌ها توسط یک کارگردان ساخته شده است، احمد امینی کارگردانی فصل یک و آرش معیریان کارگردانی فصل دو را به عهده دارد.